# Saipem
Saipem S.p.A. (Società Anonima Italiana Perforazioni E Montaggi lit.) er en italiensk multinational oliefeltservicevirksomhed. Indtil 2016 var det et datterselskab til det italienske olie- og gasselskab Eni, som fortsat ejer 30 %. De har hovedkvarter i San Donato Milanese og er tilstede i over 60 lande.